# Perros-Hamon
Perros-Hamon est une ancienne commune française.

## Histoire
La paroisse de Perros-Hamon, enclavée dans l'évêché de Saint-Brieuc faisait partie du doyenné de Lanvollon relevant de l'évêché de Dol.
- avant 1664 : Lannévez et Lanvignec en deviennent des trèves
- 1790 : érigée en commune
- 1824 : annexée à la commune de Ploubazlanec

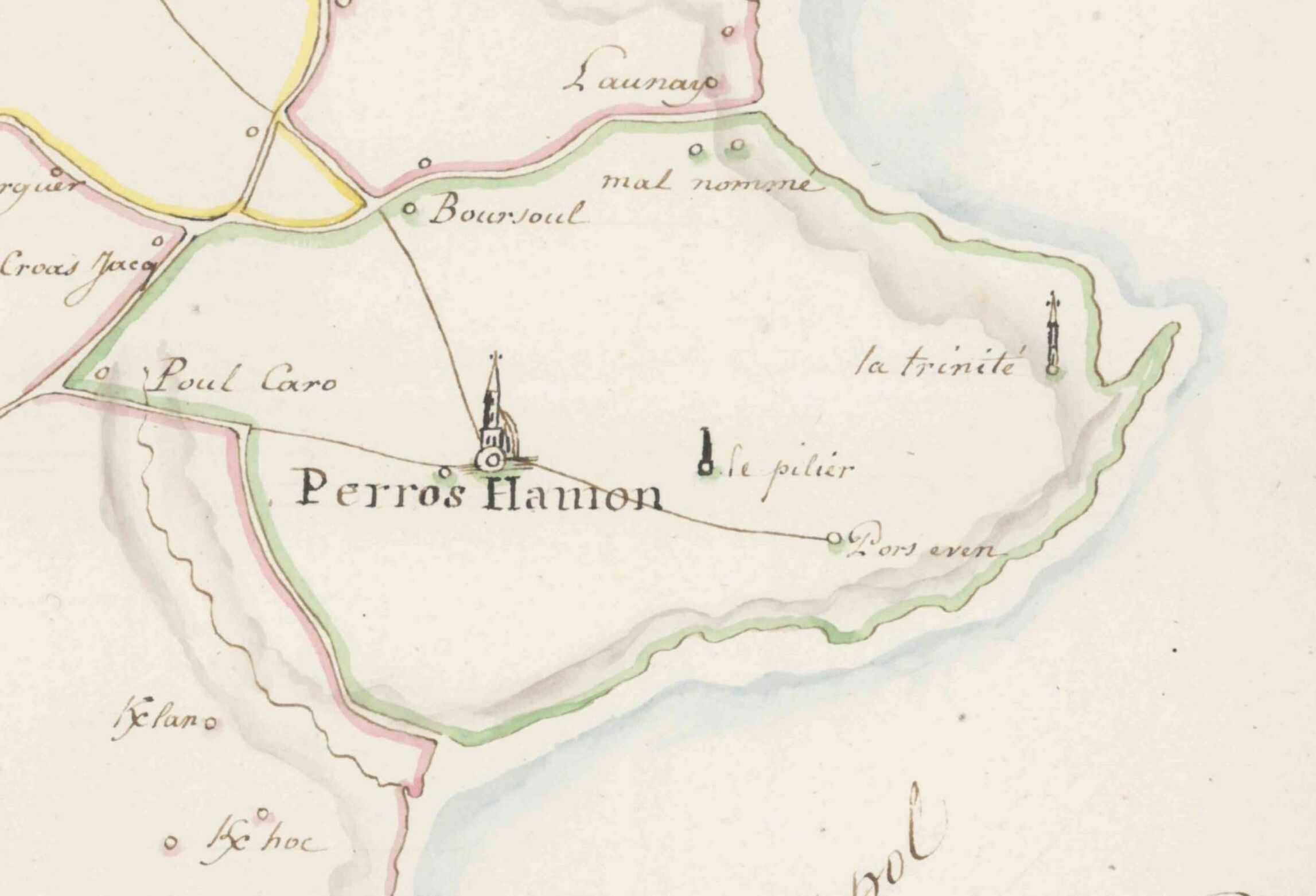
Limites territoriales de Perros-Hamon avant la fusion (1824)